# Beauveria bassiana

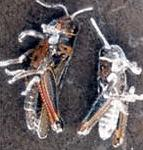
Cavallette uccise da B. bassiana

Beauveria bassiana (Bals.-Criv.) Vuill., Bulletin de la Société Botanique de France 59: 40 (1913) [1912] è un fungo endofita, cosmopolita, con proprietà entomopatogene utilizzato nella lotta biologica,  in grado di causare danni a diversi tipi di insetti agendo come parassita.
Beauveria bassiana è la forma anamorfica (cioè la forma di riproduzione asessuale) della specie Cordyceps bassiana.  Questa forma a riproduzione sessuale (detta teleomorfo) è stata scoperta nel 2001.
Il fungo provoca una malattia conosciuta come calcino o malattia del baco da seta. Quando le spore del fungo entrano in contatto con il corpo di un insetto suscettibile, si introducono nel corpo, germinano e vi si sviluppano, uccidendo l'insetto e utilizzandolo come fonte di nutrimento. Dopo la morte dell'insetto il micelio (dall'aspetto di una schiuma bianca) si sviluppa sul cadavere producendo nuove spore. L'insetto parassitato ma non ancora morto diffonde il fungo ad altri esemplari durante i suoi spostamenti.
Gran parte degli insetti che vivono sul suolo hanno sviluppato difese naturali contro Beauveria bassiana, tuttavia molti altri ne sono suscettibili.
Il fungo non infetta l'uomo né gli altri mammiferi ed è pertanto considerato un insetticida naturale contro insetti infestanti come le termiti.
È attualmente allo studio il suo utilizzo come mezzo di controllo della zanzara Anopheles, portatrice della malaria, attraverso la dispersione delle spore sulle aree infestate.
Il nome della specie è un omaggio al naturalista italiano Agostino Bassi che nel 1835, grazie ad un'approfondita sperimentazione dimostrò che il mal del calcino del baco da seta era causato da questo fungo.

## Sinonimi e binomi obsoleti
- Beauveria densa (Link) F. Picard, Amtl. Ber. Versamml. Deutsch. Naturf. Aerzte 13: 200 (1914)
- Beauveria doryphorae R. Poiss. & Patay, (1935)
- Beauveria effusa (Beauverie) Vuill., Bull. Soc. bot. Fr. 59: 40 (1912)
- Beauveria globulifera (Speg.) F. Picard, Ann. Ecole Nat. Agr. Montpell. (1914)
- Beauveria shiotae (Kuru) Langeron, in Brumpt, Magyar. Tud. Akad. Értes.: 1839 (1936)
- Beauveria stephanoderis (Bally) Petch, Trans. Br. mycol. Soc. 10(4): 249 (1926)
- Beauveria sulfurescens (J.F.H. Beyma) J.J. Taylor, Mycologia 62(4): 823 (1970)
- Botrytis bassiana Bals.-Criv., Arch. Triennale Lab. Bot. Crittog. 79: 127 (1836)
- Botrytis effusa Beauverie, in Rappaz 14: 25 (1911)
- Botrytis stephanoderis Bally, in Friederichs & Bally 6: 106 (1923)
- Cordyceps bassiana Z.Z. Li, C.R. Li, B. Huang & M.Z. Fan, Chinese Science Bulletin 9: (2001).
- Isaria densa (Link) Giard, Compte rendu hebdomadaire des Sciences de l'Academie des sciences, Paris 113: 270 (1891)
- Isaria shiotae Kuru, J. Taihoku Soc. Agric. 2: 351 (1932)
- Penicillium bassianum (Bals.-Criv.) Biourge, Cellule 33(1): 101 (1923)
- Penicillium densum (Link) Biourge, Cellule 33(1): 102 (1923)
- Spicaria bassiana (Bals.-Criv.) Vuill.,: 153 (1910)
- Spicaria densa (Link) Vuill., Bull. Séanc. Soc. Sci. Nancy 11: 153 (1910)
- Sporotrichum densum Link, Magazin Ges. naturf. Freunde, Berlin 3: 13 (1818)
- Sporotrichum epigaeum var. terrestre Dasz., Bull. Soc. bot. Genève, 2 sér. 4: 291 (1912)
- Sporotrichum globuliferum Speg., An. Soc. cient. argent. 10(2-3): 278 (1880)
- Sporotrichum sulfurescens J.F.H. Beyma, Verh. K. Akad. Wet., tweede sect. 62: 16 (1928)
- Tritirachium shiotae (Kuru) Langeron, Annls Parasit. hum. comp. 22: 98 (1947)